# Браун, Томас (писатель)
Сэр То́мас Бра́ун (англ. Thomas Browne, 19 октября 1605, Лондон — 19 октября, 1682, Норич) — английский медик, один из крупнейших мастеров английской прозы эпохи барокко, автор литературных «опытов» на оккультно-религиозные и естественнонаучные темы.

## Биография
Сын шелкоторговца. В 1626 году закончил Пемброк-колледж Оксфордского университета, в 1629 году получил степень лиценциата, изучал медицину в Монпелье, Падуе и Лейдене. В 1633 году, после получения докторской степени, вернулся в Англию. В 1637 году обосновался в Нориче (Норвике), где жил и практиковал вплоть до смерти. В 1671 году был возведен Карлом II в рыцарское достоинство.
Хорхе Луис Борхес в своей книге «Расследования» (1925) даёт такое описание жизненного уклада сэра Томаса Брауна:
Он занимался медициной, и эти исследования, как и литература, были светом его очей. В 1642 году гражданская война заставила содрогнуться сердца англичан. Брауна она воодушевила на парадоксальный героизм — не замечая её дерзкого вторжения, предавался раздумьям, погрузившись в чистое созерцание красоты. Жизнь его текла счастливо и мирно. Дом в Норвике, даривший его двумя наслаждениями — научной библиотекой и обширным садом, стоял рядом с церковью, чьё сумрачное великолепие, рождённое тенями и отблесками витражей, являет собой архетип трудов Брауна. Он умер в 1682, и день его кончины совпал с днем его рождения. Подобно дону Родриго Манрике, он умер в окружении жены, сыновей, родственников и слуг, отдав душу тому, кто дал её ему. Он прожил жизнь со вкусом, держась в тени щедрого времени и повинуясь лишь возвышенным голосам.

## Сочинения
По оценке Д. Мирского, Браун — «едва ли не такая же центральная фигура для всего позднейшего английского барокко вообще, какой для раннего был Донн». Его сочинения, однако, очень немногочисленны:
- «Вероисповедание врачевателей» (лат. Religio Medici, 1643) — вольные размышления на темы религии, алхимии и астрологии; переведены на ряд европейских языков и попали (в 1645) в Индекс запрещенных книг.
- «Ошибки и заблуждения» (лат. Pseudodoxia Epidemica, 1646, 6 дополненных переизданий до 1672; переводы на французский, латинский, голландский языки) — развёрнутый каталог распространённых заблуждений, ошибочность которых раскрывается при помощи бэконовского эмпирического метода.
- Парный трактат 1658 года:
  - «Гидриотафия, или Погребение в урнах» (Hydriotaphia, Urn Burial) — размышление о погребальных обычаях древних народов, вдохновлённое находками древнеримских урн в окрестностях Норича. Выдержки цитируются Эдгаром По в начале «Убийства на улице Морг».
  - «Сад Кира» (The Garden of Cyrus) — полушутливые рассуждения в герметической традиции о вселенском смысле квикункса (схема посадки деревьев по углам прямоугольного участка и в его центре).

После смерти Брауна в печати появились книги «Запечатанный музей» (Musæum Clausum; опубл. 1684) — перечень никем не виденных и, возможно, никогда не существовавших книг и полотен; «Письмо другу» (опубл. 1690) — утешительное послание к знакомым по поводу бренности всего
сущего; «Христианская мораль» (опубл. 1716) — письма к сыну.
Цветистая проза Брауна принадлежит к «высокому штилю» английской прозы. Она изобилует изощрёнными риторическими оборотами и редкими, подчас нигде более не встречающимися терминами — гапаксами.

## Признание

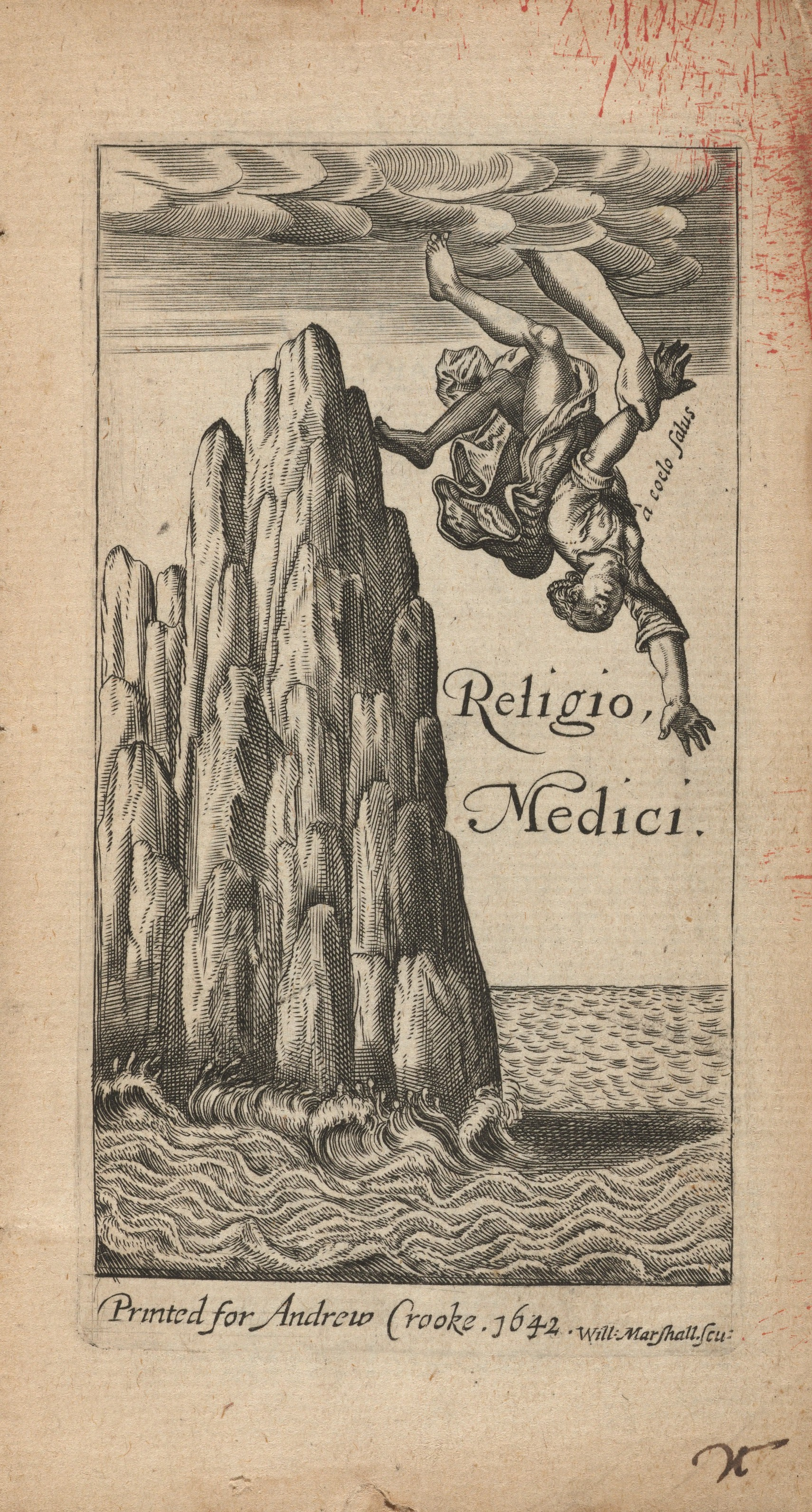
Фронтиспис первого, не авторизованного издания книги Т.Брауна Religio Medici (1642)

До середины XX века Браун оставался относительно малоизвестной фигурой из числа писателей второго ряда, хотя очерк о нём написал в 1756 году авторитетнейший доктор Джонсон. «Византийской» или «парчовой» прозой Брауна восхищались Лэм, Кольридж, Де Куинси, Уильям Хэзлитт, Эдгар По, Эмерсон, Герман Мелвилл, Уолтер Пейтер, Елена Блаватская, Джеймс Джойс, Вирджиния Вулф, Х. Л. Борхес, В. Г. Зебальд. Симфония № 5 английского композитора Уильяма Олвина (1973) написана на основе книги Брауна «Гидриотафия». Hydriotaphia — это также название пьесы американского драматурга Тони Кушнера о Томасе Брауне (1987).

Что уж пренебрегать фактами? Мало кто любит произведения сэра Томаса Брауна, но те, кому они нравятся, — достойнейшие из людей.
Оригинальный текст (англ.)But why fly in the face of facts? Few people love the writings of Sir Thomas Browne, but those who do are of the salt of the Earth— Вирджиния Вульф

## Издания на русском языке
- Браун Т. Hydriotaphia: погребение в урнах, или Рассуждение о погребальных урнах, недавно найденных в Норфолке, 1658 / Пер. с англ. и коммент. В. Ю. Григорьева; вступ. ст. О. Г. Сидоровой. — Екатеринбург: Издательство Уральского университета, 2013. — 206 с.
- Браун Т. Двойное рассуждение / Пер. с англ. и коммент. В. Ю. Григорьева. — Екатеринбург: Издательство Уральского федерального университета, 2019. — 516 с.
- Браун, Т. Лженаука суеверий, или Расследование многих популярных заблуждений и общепринятых истин = Pseudodoxia epidemica : or enquires into very many received tenants, and commonly preformed truths / Томас Браун; [пер. с англ., предисл. и коммент. О. Г. Сидоровой]. - Екатеринбург : Изд-во Уральского университета, 2023. - 322 с. : ил.